# Karlsruher Rundschau
Die Karlsruher Rundschau (KR) war von 1982 bis 1984 eine regionale Wochenzeitung für den Raum Karlsruhe, die nach dem Vorbild der Kieler Rundschau und der Hamburger Rundschau gegründet wurde.

## Geschichte
Die erste Nullnummer der Karlsruher Rundschau erschien am 14. Mai 1982. Wie beim Vorbild in Kiel existierte in Karlsruhe mit den Badischen Neuesten Nachrichten zu diesem Zeitpunkt ebenfalls nur ein konservatives Monopolblatt; diesem Zustand wollten die Initiatoren der KR ein kritisches Korrektiv entgegensetzen, das sich „fortschrittlichen und demokratischen Grundsätzen“ verpflichtet fühlte. In einer Auftaktveranstaltung sah der ehemalige Richter des Bundesverfassungsgerichts Martin Hirsch durch das Erscheinen der Karlsruher Rundschau „wieder ein Stückchen mehr an freiheitlichem Boden“ und hinterfragte die Kontrollfunktion der Presse: „Wer kontrolliert den Kontrolleur, wenn eine Monopolzeitung wie in Karlsruhe mangels Konkurrenz glauben kann, den alleinigen Anspruch auf Wahrheit zu haben?“
Nach weiteren Nullnummern erschien im Oktober 1982 die erste reguläre Ausgabe des Alternativblattes. Mit dabei waren unter anderen die Journalisten Josef-Otto Freudenreich und Peter Turi sowie der Karlsruher Mundartautor Harald Hurst. Entgegen anfänglicher Euphorie bezüglich des Bedarfes einer zweiten Zeitung für Karlsruhe (immerhin kamen über 3.000 Besucher zur Auftaktveranstaltung) und deren Finanzierbarkeit stellte sich bald eine Ernüchterung ein. Nur rund 5.000 Exemplare konnten im Durchschnitt wöchentlich abgesetzt werden. Die zuletzt monatlichen Defizite von rund 30.000 DM zwangen dazu, die Herausgabe der KR zum 2. Juni 1984 einzustellen.
Außer der Kieler Rundschau und der Hamburger Rundschau waren auch die Heidelberger Rundschau und die NaNa – Hannoversche Wochenschau Schwesterblätter.